# Janvilliers
Janvilliers è un comune francese di 122 abitanti situato nel dipartimento della Marna nella regione del Grand Est.

## Società

### Evoluzione demografica
Abitanti censiti